# Quentin Grimes
Quentin Marshall Grimes (ur. 8 maja 2000 w Houston) – amerykański koszykarz, występujący na pozycji rzucającego obrońcy, od czerwca 2024 zawodnik Dallas Mavericks.
W 2018 został wybrany najlepszym zawodnikiem szkół średnich stanu Teksas (Texas Gatorade Player of the Year, Texas Mr. Basketball). Wystąpił też w spotkaniach wschodzących gwiazd − McDonald’s All-American, Nike Hoop Summit, Jordan Classic.
8 lutego 2024 został wytransferowany do Detroit Pistons.

## Osiągnięcia
Stan na 4 marca 2024, na podstawie, o ile nie zaznaczono inaczej.

### NCAA
- Uczestnik rozgrywek:
  - NCAA Final Four (2021)
  - II rundy turnieju NCAA (2019, 2021)
- Mistrz:
  - turnieju konferencji American Athletic (AAC – 2021)
  - sezonu regularnego AAC (2020)
- Koszykarz roku konferencji American Athletic (2021)
- MVP turnieju AAC (2021)
- Zaliczony do:
  - I składu:
    - AAC (2021)
    - turnieju:
      - AAC (2021)
      - Diamond Head Classic (2020)

  - III składu All-American (2021 – przez Associated Press, USBWA, NABC, Sporting News)
- Zawodnik tygodnia konferencji AAC (9.12.2019, 25.01.2021, 1.03.2021)
- Najlepszy nowo przybyły zawodnik kolejki konferencji Big 12 (12.11.2018)

### NBA
- Uczestnik turnieju drużynowego Jordan Rising Stars (2023)[3]
- Zaliczony do I składu letniej ligi NBA – NBA 2k23 Summer League (2022)

### Reprezentacja
- Mistrz Ameryki U–18 (2018)
- MVP mistrzostw Ameryki U–18 (2018)
- Zaliczony do I składu mistrzostw Ameryki U–18 (2018)